# Łyżwiarstwo szybkie na Zimowych Igrzyskach Olimpijskich 1964 – bieg na 1500 m kobiet
Bieg na 1500 metrów kobiet w łyżwiarstwie szybkim na Zimowych Igrzyskach Olimpijskich 1964 rozegrano 31 stycznia na torze Eisschnelllaufbahn Innsbruck. Mistrzynią olimpijską na tym dystansie została Lidija Skoblikowa z ZSRR, ustanawiając jednocześnie nowy rekord olimpijski. 

## Wyniki
| Miejsce | Zawodnik                     | Państwo           | Czas   |
| ------- | ---------------------------- | ----------------- | ------ |
| 01 !    | Lidija Skoblikowa            | ZSRR              | 2:22,6 |
| 02 !    | Kaija Mustonen               | Finlandia         | 2:25,5 |
| 03 !    | Bierta Kołokolcewa           | ZSRR              | 2:27,1 |
| 4       | Kim Song-sun                 | Korea Północna    | 2:27,7 |
| 5       | Helga Haase                  | Niemcy            | 2:28,6 |
| 6       | Christina Lindblom-Scherling | Szwecja           | 2:29,4 |
| 7       | Walentina Stienina           | ZSRR              | 2:29,9 |
| 8       | Kaija-Liisa Keskivitikka     | Finlandia         | 2:30,0 |
| 9       | Han Pil-hwa                  | Korea Północna    | 2:30,1 |
| 10      | Hatsue Nagakubo-Takamizawa   | Japonia           | 2:30,9 |
| 11      | Gunilla Jacobsson            | Szwecja           | 2:31,9 |
| 12      | Inger Eriksson               | Szwecja           | 2:32,0 |
| 13      | Doreen McCannell             | Kanada            | 2:32,7 |
| 14      | Yasuko Takano                | Japonia           | 2:33,1 |
| 15      | Judy Morstein                | Stany Zjednoczone | 2:33,3 |
| 16      | Willy de Beer                | Holandia          | 2:34,0 |
| 16      | Doreen Ryan                  | Kanada            | 2:34,0 |
| 18      | Kaneko Takahashi             | Japonia           | 2:34,6 |
| 19      | Mary Lawler                  | Stany Zjednoczone | 2:34,9 |
| 20      | Kornélia Ihász               | Węgry             | 2:35,1 |
| 21      | Inge Lieckfeldt              | Niemcy            | 2:36,2 |
| 22      | Françoise Lucas              | Francja           | 2:36,4 |
| 22      | Adelajda Mroske              | Polska            | 2:36,4 |
| 24      | Jan Smith                    | Stany Zjednoczone | 2:37,8 |
| 25      | Helena Pilejczyk             | Polska            | 2:38,3 |
| 26      | Elwira Seroczyńska           | Polska            | 2:39,3 |
| 27      | Kim Gwi-jin                  | Korea Południowa  | 2:39,7 |
| 28      | Erika Heinicke               | Niemcy            | 2:40,4 |
| 29      | Jarmila Šťastná              | Czechosłowacja    | 2:42,9 |
| 30      | An Sen-za                    | Korea Północna    | 2:44,7 |